# Mecocerculus leucophrys
El piojito gargantilla (en Argentina) (Mecocerculus leucophrys), también denominado tiranuelo gorgiblanco (en Colombia), tiranillo de garganta blanca (en Perú), atrapamoscas ligero frentiblanco (en Venezuela) o tiranillo barbiblanco (en Ecuador), es una especie de ave paseriforme de la familia Tyrannidae perteneciente al género Mecocerculus. Es nativo de América del Sur.

## Distribución y hábitat
Se distribuye a lo largo de la cordillera de los Andes desde el noroeste de Venezuela, por Colombia, Ecuador, Perú, Bolivia, hasta el noroeste de Argentina; y en los tepuyes del sur de Venezuela y adyacencias del extremo norte de Brasil y oeste de Guyana.
Esta especie es ampliamente diseminada en sus hábitats naturales: los bordes de bosques subtropicales y tropicales de alta montaña y clareras arbustivas adyacentes entre los 2800 y los 3500 m de altitud, pero más bajo, hasta los 1500 m en Argentina y Venezuela.

## Sistemática

### Descripción original
La especie M. leucophrys fue descrita por primera vez por los naturalistas franceses Alcide d'Orbigny y Frédéric de Lafresnaye en 1837 bajo el nombre científico Muscicapa leucophrys; su localidad tipo es: «Bolivia, la especie tipo de Yanacache, Prov. Yungas (= Yanacachi, La Paz)».

### Etimología
El nombre genérico masculino «Mecocerculus» es un diminutivo de la combinación de palabras del griego «μηκος mēkos» que significa ‘largo’, y «κερκος kerkos» que significa ‘cola’; y el nombre de la especie «leucophrys» se compone de las palabras del griego «leukos»  que significa ‘blanco’, y «ophrus» que significa ‘ceja’.

### Taxonomía
No está obviamente emparentada con ninguna de las especies actualmente tratadas como congéneres. La subespecie pallidior ha sido propuesta como especie separada. Teniendo en cuenta las diferecias marcantes entre ciertas poblaciones que ocupan cadenas de montañas adyacentes, varios taxones descritos que se refieren a formas intermediarias marginalmente definibles, serían probablemente mejor si unidos a formas vecinas. Así, las formas M. l. palliditergum Phelps, Sr & Phelps, Jr, 1947 (de la cordillera de la Costa de Venezuela, de Yaracuy al este hasta Miranda) se incluye en nigriceps, y M. l. gularis Madarász, 1903 (Serranía del Perijá y Andes de Mérida, en el oeste de Venezuela) se incluye en setophagoides.

## Subespecies
Según las clasificaciones del Congreso Ornitológico Internacional (IOC) y Clements Checklist/eBird se reconocen once subespecies, con su correspondiente distribución geográfica:
- Mecocerculus leucophrys montensis (Bangs), 1899 – norte de Colombia (Sierra Nevada de Santa Marta).
- Mecocerculus leucophrys setophagoides (Bonaparte), 1845 – Serranía del Perijá, Andes orientales del oeste de Venezuela (Táchira al este hasta el sur de Lara) y Colombia (Norte de Santander al sur hasta Cundinamarca).
- Mecocerculus leucophrys nigriceps Chapman, 1899 – montañas del norte de Colombia y norte de Venezuela (Yaracuy al este hasta Sucre y Monagas).
- Mecocerculus leucophrys notatus Todd, 1919 – Andes occidentales y centrales de Colombia (al sur hasta Cauca).
- Mecocerculus leucophrys roraimae Hellmayr, 1921 – zona de los tepuyes de Amazonas (excepto cerros Parú, Duida and Marahuaca) y Bolívar, en el sur y sureste de Venezuela; también en las adyacencias del norte de Brasil y oeste de Guyana.
- Mecocerculus leucophrys chapmani Dickerman, 1985 – Cerros Duida y Marahuaca, en el centro de Amazonas (Venezuela).
- Mecocerculus leucophrys parui Phelps, Sr & Phelps, Jr, 1950 – Cerro Parú, en el centro norte de Amazonas (Venezuela).
- Mecocerculus leucophrys rufomarginatus (Lawrence), 1869 – Andes del sur de Colombia (Nariño), Ecuador y noroeste de Perú (Piura).
- Mecocerculus leucophrys pallidior Carriker, 1933 – Andes occidentales de Perú (Áncash, norte de Lima).
- Mecocerculus leucophrys brunneomarginatus Chapman, 1924 – Andes orientales de Perú (al sur hasta Cuzco).
- Mecocerculus leucophrys leucophrys (d'Orbigny & Lafresnaye), 1837 – Andes orientales desde el sur de Perú (al sur desde Cuzco y Madre de Dios) al sur hasta el noroeste de Argentina (La Rioja).